# 차이쌍구
차이쌍구(한국어: 시상구, 중국어: 柴桑区, 병음: Cháisāng Qū)는 중화인민공화국 장시성 주장 시의 현급 행정 구역이다. 넓이는 911km2이고, 인구는 2007년 기준으로 340,000명이다.

## 역사
수나라 시대였던 589년(개황 9년)에 설치된 심양현(尋陽郡)이 전신이다. 598년에는 팽려현(彭蠡縣), 대업 시대에는 분성현(湓城縣)이라고 불렀다.
당나라 시대였던 621년에 심양현(潯陽縣)으로 개명하면서 강주(江州)에 편입되었다. 오대 십국 시대에는 남당의 지배를 받으면서 덕화현(德化縣)으로 개명했고 이 명칭은 청나라 시대까지 사용되었다.
중화민국 시대였던 1914년에는 지명의 중복 문제를 해소하기 위해 주장 현(한국어: 구강현, 중국어: 九江县, 병음: Jiǔjiāng Xiàn)으로 개명했다. 2017년 8월을 기해 차이쌍구로 개편되었다.

## 기후
연평균 기온은 17°C이고 연평균 강수량은 1420.4mm이다.

## 행정 구역
7개 진, 5개 향을 관할한다.
- 진: 沙河街镇, 马回岭镇, 江洲镇, 城子镇, 港口街镇, 新合镇, 狮子镇.
- 향: 永安乡, 涌泉乡, 新塘乡, 城门乡, 岷山乡.